# 野潘鰍
野潘鰍為輻鰭魚綱鯉形目鰍科的其中一種，為熱帶淡水魚，分布於亞洲馬來西亞彭亨流域與丁加奴淡水流域，體長可達3.8公分，棲息在水質清澈、流動快速的森林溪流底層水域，生活習性不明。

## 扩展阅读
維基物種上的相關：野潘鰍